# Erode

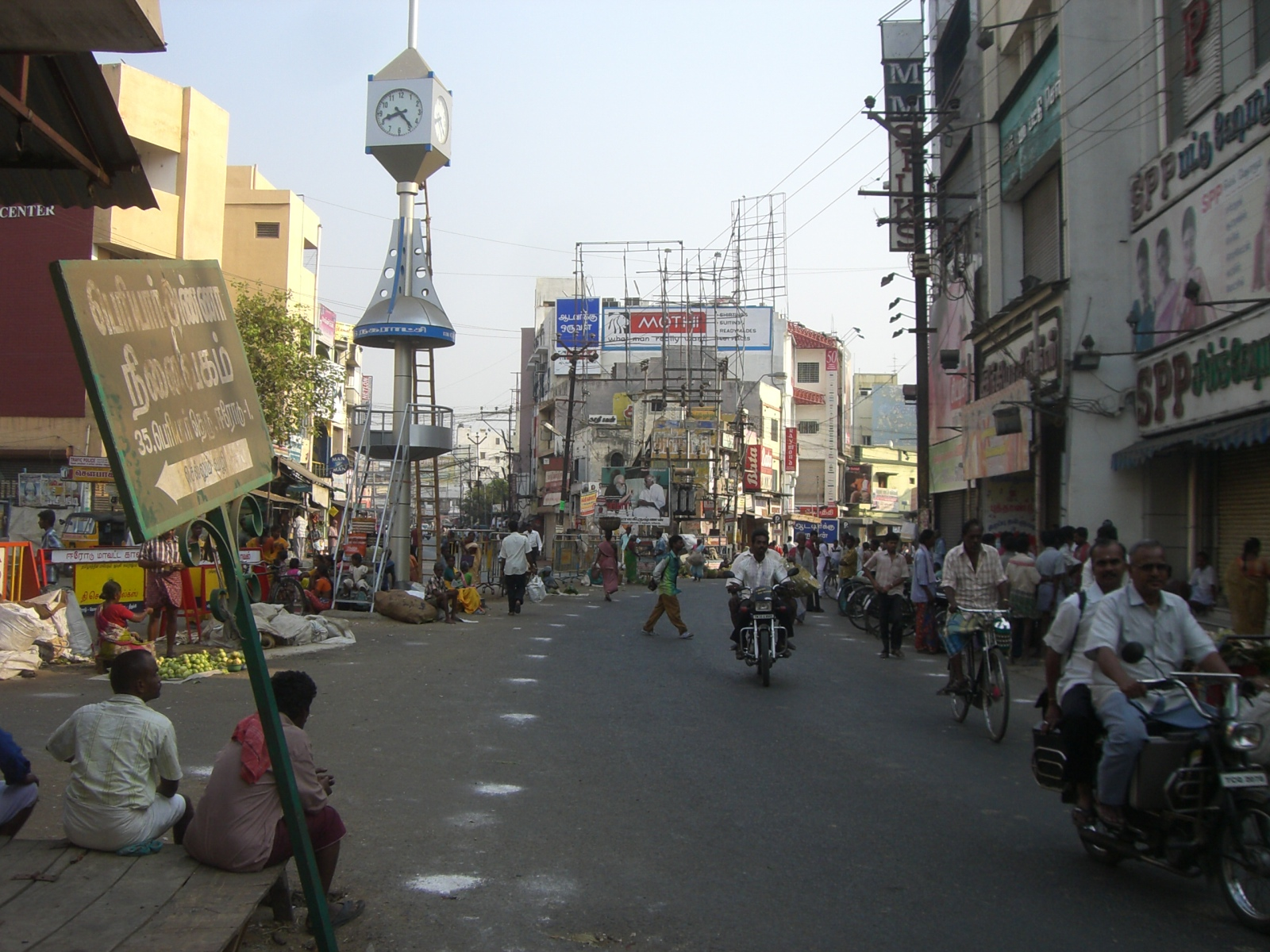
Carrer d'Erode

Erode (tàmil ஈரோடு, hindi इरोड) és una ciutat i corporació municipal de l'Índia a Tamil Nadu, capital del districte d'Erode a la riba del Cauvery i el Bhavani a 11° 21′ N, 77° 44′ E / 11.350°N,77.733°E. Consta al cens del 2001 amb una població de 151.184 habitants. L'1 de gener de 2008 fou elevada de municipalitat a corporació municipal.

## Història
Fou part del regne dels cheres, i després dels dominis de la dinastia Ganga, per passar més tard als coles de Dharapuram. Després va passar a Vijayanagar i a la caiguda del regne després del 1565 va correspondre als nayaks de Madura. Fou el centre de l'anomenat Kongu Nadu. Va passar a Mysore sota Haidar Ali i Tipu Sultan i a la caiguda d'aquest darrer el 1799 va passar als britànics que hi van tenir guarnició fins al 1807. Fin el 1917 fou part del districte de Coimbatore. El 1917 la subdivisió de Vellore es va constituir en districte separat.

## Llocs interessants a la ciutat i rodalia
- Thanthai Periyar Memorial House
- Parc V.O.C
- Thindal malai amb el temple de Muruga
- Kongu Tirupati
- Perumal Malai
- Temple Pariyur Amman a 38 km amb el temple Kondathukaliamman
- Bhavani (Tiriveni Sagamam) a 11 km amb el temple Sangameshwar i la confluència dels rius Bhavani, Cauvery i Saraswati
- Ooratchi Kottai Malai
- Vellode a 10 km, santuari d'ocells
- Nanjai Uthukkuli village a Kangayampalayam a 13 km
- Temple de Natratdeeswar
- Aval Poondurai a 13 km
- Perundurai a 15 km
- Tiruchengode a 15 km
- Sivagiri
- Chennimalai a 29 km
- Temples de Pachaimalai i Pavazhamalai prop de Gobi
- Temple de Pushpagiri prop de Vellakoil.
- Nava Brindavan Mutt i Temple prop de Pallipalayam
- Sankagiri, muntanya famosa pel seu fort a 30 km
- Kodumudi a 35 km a la vora del Cauvery amb diversos temples
- Gobichettipalayam amb temples famosos destacant el Pariyur Amman, tot de marbre
- Kodiveri, lloc de filmacions
- Kangayam (Muntanyes Sivan o Sivan malai) amb temple de Muruga, a 45 km
- Presa de Bhavanisagar prop de Sathyamangalam
- Bannari Amman, temple prop de Sathyamangalam
- Jungla de Sathyamangalam, santuari animal
- Kundri, àrea muntanyosa prop de Kadambur, Sathyamangalam
- Kulavilakku Amman Kovil (Mannathampalayam) prop de Ganapathipalayam a 18 km